# نمی‌تونم ادامه بدم
«نمی‌تونم ادامه بدم» تک‌آهنگی از هنرمند اهل سوئد رابین بنگتسون است که در سال ۲۰۱۷ میلادی منتشر شد. این ترانه نماینده سوئد در یوروویژن ۲۰۱۷ بود که به رتبه پنجم دست یافت.